# Семьон (котарак)
Семьон Николаевич е мъжки котарак, местна знаменитост от град Мурманск, любимец на местните жители и градска легенда.
Историята на сиамският котарак Семьон става известна след публикация в Мурманский вестник. Според легендата той е бил изгубен по време на пътуване към Мурманск в Москва през 1987 г. Изминавайкки около 2000 км, на 14 февруари 1994 г. той се появява в дома на семейството си – след шест и половина години.
През 2013 г., по случай на 97-ата годишнина на Мурманск е поставена скулптура в парка близо до Семеновското езеро. Изработената от бронз котка с раница на раменете тежи около 120 килограма. На класация на руски медии на съществуващите в страната паметници на животни полярният котарак Семьон попада в ТОП 5. Инициатори са журналистът и блогър Дмитрий Качалов и художникът на скулптурата Надежда Винюкова от Москва.
По сюжета на историята на Семьон е заснет късометражният филм „Любовна история“.